# Kaliště (district de Prague-Est)
Pour les articles homonymes, voir Kaliště.
Kaliště (en allemand : Kalischt) est une commune du district de Prague-Est, dans la région de Bohême-Centrale, en République tchèque. Sa population s'élevait à 327 habitants en 2020.

## Géographie
Kaliště est arrosée par la Sázava, qui forme la limite sud de la commune, et se trouve à 9 km à l'ouest-nord-ouest de Sázava, à 13 km au nord-nord-est de Benesov et à 34 km au sud-est de Prague.
La commune est limitée par Ondřejov au nord et à l'est, par Chocerady à l'est, par Hvězdonice au sud, par Přestavlky u Čerčan au sud-ouest, et par Lštění et Senohraby à l'ouest.

## Histoire
La première mention écrite de la localité date de 1428.

## Administration
La commune se compose de trois quartiers :
- Kaliště
- Lensedly
- Poddubí

## Transports
Par la route, Kaliště se trouve à 15 km de Sázava, à 23 km de Benesov et à 34 km du centre de Prague.